# Чубрица
Чубрицата (Satureja) е род от около 30 вида едногодишни или многогодишни тревисти растения и малки храсти от семейство Устноцветни, растящи в топлите умерени райони на Северното полукълбо. Те са ниски растения, растящи на сухи слънчеви места. Достигат 15 – 50 cm на височина и имат малки листа дълги 1 – 3 cm. Цветовете израстват от стъблото в кръгово разположени венци и са бели до розово-виолетови на цвят.
Родовото име на чубрицата, Saturea, идва от името на латинския бог на земеделието Сатурн.

## Видове
- Satureja coerulea (синя чубрица)
- Satureja cuneifolia
- Satureja hortensis (градинска чубрица)
- Satureja montana (балканска чубрица)
- Satureja multiflora
- Satureja pilosa (влакнеста чубрица)
- Satureja rumelica
- Satureja spicigera
- Satureja thymbra
- Satureja viminea

## Химичен състав
Етерично масло (до 3%), слуз, витамин С, танин и др.

## Употреба
Чубрицата е популярна подправка особено при готвене на бобови растения. В Азербайджан се използва за ароматизиране на чай. Тя често се отглежда и като декоративно растение.
Използва се надземната част. Бере се преди или в началото на цъфтежа. След цъфтежа ароматът отслабва. Стъблата се отрязват или се оскубват и се сушат на сянка (35 градуса). Изсушената билка е със зелен цвят, характерна миризма и леко лют вкус. Съхранява се на сухо и проветриво място.
Балканската чубрица е с по-силен аромат от градинската.
В България чубрицата е една от съставките на популярната смес „Шарена сол“. Може да се използва балканска или градинска чубрица, или смес.
В Грузия се отглежда вида Satureja spicigera (на латински: spicigera – пикантна), а подправката се нарича „Кондари“. Използва се самостоятелно или в смеси, например в „Хмели-сунели“. Satureja spicigera, се отглежда също в Турция и Иран.
Освен като подправка, чубрицата се използва в официалната медицина при стомашно-чревни заболявания (стимулира стомашната и чревна дейност), като болкоуспокояващо и укрепващо средство. Има отхрачващо действие. Употребява се против повръщане, в някои случаи при бъбречни, чернодробни, жлъчни и сърдечни болести. Българската народна медицина препоръчва чубрицата при високо кръвно налягане, главоболие, виене на свят, сърцебиене, при жажда от диабет, повръщане, нервни припадъци и др.
Начин на употреба – 2 супени лъжици от билката се заливат с 400 мл вряла вода и киснат 1 час. Пие се по една винена чаша преди ядене 3 пъти дневно.
Видовете от рода на чубрицата се използват за храна от ларвите на някои видове пеперуди като Coleophora bifrondella, която се храни изключително само с балканска чубрица.